# Karl Ove Knausgård
Karl Ove Knausgård (norvég kiejtés: [ˈkɑːɭ ˈuːvə ˈknæʉsˌgɔːɾ] (Oslo, 1968. december 6. –) norvég író; legismertebb műve a Harcom (Min kamp) című hatrészes önéletrajzi regénysorozat.

## Irodalmi munkássága

### Korai munkássága
Knausgård első regénye, az 1998-ban megjelent Ute av verden (Ki a világból), elnyerte a Norvég Kritikusok Irodalmi Díját. A díj történetében még nem volt rá példa, hogy elsőkönyves író művét ismerték volna el.
2004-ben jelent meg második regénye, az En tid for alt (Mindennek rendelt ideje), amely részben a Biblia bizonyos fejezeteit gondolja újra, valamint a föld angyalainak történetét meséli el. A könyv számos díjat nyert, és jelölték az Északi Tanács Irodalmi Díjára, valamint az IMPAC Dublini Irodalmi Díjra is. A New York Review of Books „furcsa, egyenetlen és csodálatos mű”-nek nevezte.

### AMin kamp-könyvek
Bár Knausgård első két könyve kedvező fogadtatásban részesült, Norvégia-szerte ismert íróvá csak a 2009 és 2011 között megjelent Min kamp című hatkötetes – több mint 3500 oldalas – önéletrajzi regénysorozatával vált. A könyvek a hatalmas siker mellett megütközést is keltettek, melynek oka egyrészt a regényfolyam provokatív címe volt: a Min kamp Hitler Mein Kampfjának norvég megfelelője; másrészt – amint arra többen rámutattak – Knausgård túlságosan is reflektorfénybe helyezte barátai és családtagjai magánéletét, volt feleségét csakúgy, mint a nagyanyját. Mindazonáltal a regények szinte kizárólag kedvező kritikát kaptak, különösen az első két kötet, és már az utolsó könyv megjelenése előtt nyilvánvalóvá vált, hogy a sorozat a norvég irodalom egyik legkiemelkedőbb teljesítménye: az alig ötmilliós országban a Min kamp-ciklus több mint 450 000 példányban kelt el.
Egy rádióinterjú során, melyben az író elvált felesége, a több Min kamp-kötetben is központi szerepet játszó Tonje Aursland is részt vett, Knausgård elismerte, hogy néha úgy érzi, a mű írásakor „fausti alkut” kötött – feláldozta barátait és családtagjait az irodalmi siker oltárán. 2010 októberében a norvég közszolgálati rádió egyik dokumentumműsorában Aursland nem rejtette véka alá, mit gondol arról, hogy akarata ellenére is főszereplője lett exférje önéletrajzának; Knausgård nagybátyja pedig, aki a Min kamp lapjain Gunnar néven szerepel, a norvég sajtóban nagyon is kritikus hangot ütött meg a regényciklussal szemben.
A Min kamp-regények különböző nyelvekre történő fordítása jelenleg is folyik. A regényciklus néhány része már megjelent Dániában, Svédországban, Németországban, Magyarországon, Nagy-Britanniában és az Egyesült Államokban, valamint több más országban is, jelentős kritikai elismerést váltva ki. Az első öt regény angol fordítását Don Bartlett végezte az amerikai Archipelago Books és az angliai Harvill Secker kiadó számára; az egyes kötetek Nagy-Britanniában a következő címeket kapták: A Death in the Family, A Man in Love, Boyhood Island, Dancing in the Dark, Some Rain Must Fall (Halál a családban, Szerelmes férfi, Kamasz-sziget, Tánc a sötétben és Hullnia kell némi esőnek). Az első Min kamp-könyvekről a New Yorker munkatársa, a Harvard Egyetem irodalomprofesszora James Wood írt kimerítő és nagyrészt pozitív kritikát: „Van valami ellenállhatatlan erő a műben; még amikor untam, akkor sem tudtam letenni.” Leland de la Durantaye a The New York Timesban a második kötet (A Man in Love) kritikája kapcsán a regényciklust „lélegzetelállítóan jónak” nevezte, és Marcel Proust Az eltűnt idő nyomában című művéhez hasonlította, Thomas Meaney pedig a Times Literary Supplementben a harmadik kötetet (Boyhood Island) méltatva a Proust és Knausgård közti különbségeket elemezte, és a Min kamp-könyvek filozófiai hátteréről írt. A Frenchculture.org weboldal viszont megjegyezte, hogy bár Knausgård-t a heteró Proustként emlegetik, Franciaországban az első kötet nem aratott különösebb sikert, talán mert az ún. autofikció erős francia hagyományainak fényében a regény ott nem tűnt olyan eredetinek, mint Amerikában.
Liesl Schillinger a Wall Street Journal rovatában így magyarázza Knausgård írásának saját hazája kultúrájában is szokatlan egyedi jellegét: 
„Korábban egyetlen norvég író sem merészkedett ennyire teljes kitárulkozásra.” Franciaországban nagy hagyománya van az önéletrajzírásnak, és az Egyesült Államokban is gyakoriak a memoárok, de Skandináviában nem. Ahogy Lorin Stein amerikai kritikus megjegyzi: „A norvégok szerint a gyónási ösztön kulturálisan olyannyira idegen tőlük, hogy ez a tény paradox módon hasznosnak bizonyult Knausgård számára.” Maga Knausgård így látja: „Át kellett lépnem egy küszöböt ahhoz, hogy valódi emberekről írjak, és a nyíltság sokkolóan hatott. Ez nagyon fontos volt számomra, bátorsággal töltött el.”

### AMin kampután
Knausgård tanácsadóként közreműködött a Biblia norvég újrafordításában. 2013-ban esszégyűjteményt jelentetett meg Sjelens Amerika: tekster 1996–2013 (A lélek Amerikája: Írások 1996–2013) címmel, és 2013 szeptemberében nekilátott az Ute av verden (Ki a világból) című regényének színpadra adaptálásának.

## Szerkesztői munkássága
1999 és 2002 között Knausgård társszerkesztője volt a Vagant című, 1988-ban alapított norvég irodalmi magazinnak. A Vagant első bergeni szerkesztőségének lett a tagja; 1999-ig a magazin székhelye Oslóban volt. Knausgård esszéket írt a magazinba Don de Lillo regényeiről és Dante Isteni színjátékáról; interjúkat készített Rune Christiansen és Thure Erik Lund norvég írókkal, szintén a magazin számára. Röviddel azután, hogy távozott a Vaganttól, és Bergenből is, korábbi szerkesztőtársa, Preben Jordal egy igencsak negatív kritikát közölt a magazinban Knausgård második regényéről, ezzel a címmel: Mellom Bibel og babbel (A biblia és a blabla közt) – az esetet Knausgård a Min kamp második kötetében részletezi.

## Kiadói munkássága
2010-ben Knausgård kiadóvállalatot alapított Pelikanen (Pelikán) néven, bátyja, Yngve Knausgård és Asbjørn Jensen közreműködésével.

## Magánélete
Oslóban született, Tromøya szigetén, Arendalban és Kristiansandban nevelkedett, majd a Bergeni Egyetemen művészettörténetet és irodalmat tanult. 
Hosszú éveken át a svédországi Österlenben élt feleségével, a szintén író Linda Boström Knausgård-ral és négy gyermekükkel. Időközben elváltak, és Knausgård egy ideje Londonban él brit partnerével és közös gyermekükkel, valamint a mindkettőjük előző házasságából származó gyerekekkel.

## Művei
- 1998: Ute av verden (Ki a világból)
- 2004: En tid for alt (Mindennek rendelt ideje)
- 2009–2011: Min kamp (Harcom), hat kötetben
- 2014: Sjelens Amerika (A lélek Amerikája). Oktober [esszék]
- 2014: Nakker (Nyakak), Thomas Wagstrom fotográfiái, Max Strom, Bokforlaget, 2015
- 2015: Om høsten (Az őszről)
- 2015: Hjemme – Borte (Otthon – Távol), Fredrik Ekelunddal

### Magyarul
- Halál. Harcom 1; Magvető, Budapest, 2016. Fordította: Petrikovics Edit
- Szerelem. Harcom 2; Magvető, Budapest, 2017. Fordította: Petrikovics Edit
- Játék. Harcom 3; Magvető, Budapest, 2018. Fordította: Patat Bence
- Élet. Harcom 4; Magvető, Budapest, 2019. Fordította: Patat Bence
- Álmok. Harcom 5; Magvető, Budapest, 2020. Fordította: Patat Bence
- Harcok. Harcom 6; Magvető, Budapest, 2021. Fordította: Patat Bence
- Ősz; ill. Vanessa Baird, ford. A. Dobos Éva; Magvető, Bp., 2021
- Tél; ill. Lars Lerin, ford. A. Dobos Éva; Magvető, Bp., 2022
- Tavasz; ill. Anna Bjerger, ford. A. Dobos Éva; Magvető, Bp., 2022
- Nyár; ill. Anselm Kiefer, ford. A. Dobos Éva; Magvető, Bp., 2022
- Hajnalcsillag; ford. Kúnos László; Magvető, Bp., 2023
- Az öröklét farkasai; ford., jegyz. Kúnos László; Magvető, Bp., 2024

## Díjak és jelölések

### Jelölések
- 2004 Az Északi Tanács Irodalmi Díja jelölés

### Díjak
- 1998 Norvég Kritikusok Irodalmi Díja
- 2009 Brage-díj
- 2009 NRK P2 Hallgatók Díja (Norvég közszolgálati rádió)
- 2010 Év Könyve Díj, a Morgenbladet című norvég hetilapban
- 2015 Welt-Literaturpreis – a Die Welt nemzetközi szerzőknek ítélt díja[16]
- továbbá számos egyéb díj a Min kampért

## Fordítás
- Ez a szócikk részben vagy egészben  a   Karl Ove Knausgård című angol Wikipédia-szócikk ezen változatának fordításán alapul.  Az eredeti cikk szerkesztőit annak laptörténete sorolja fel. Ez a jelzés csupán a megfogalmazás eredetét és a szerzői jogokat jelzi, nem szolgál a cikkben szereplő információk forrásmegjelöléseként.